# Psychotria fractistipula
Psychotria fractistipula là một loài thực vật có hoa trong họ Thiến thảo. Loài này được L.B.Sm., R.M.Klein & Delprete mô tả khoa học đầu tiên năm 2005.